# Girabola 2012
La Girabola 2012 è stata la trentaquattresima edizione del massimo campionato nazionale di calcio dell'Angola.
Si è aperto il giorno 3 marzo 2012 e si è concluso il 4 novembre 2012. Il torneo è stato vinto dal Clube Recreativo Desportivo do Libolo, per la seconda volta nella storia del club. La classifica dei marcatori è stata vinta da Yano, giocatore del Progresso.

## Classifica finale
|                                                                         |     | Classifica Finale 2012 | G  | V  | N  | P  | GF | GS | DR  | Pti |
| ----------------------------------------------------------------------- | --- | ---------------------- | -- | -- | -- | -- | -- | -- | --- | --- |
| Campione d'Angola - Qualificata alla CAF Champions League               | 1.  | Recreativo do Libolo   | 30 | 19 | 10 | 1  | 51 | 14 | +37 | 67  |
|                                                                         | 2.  | Primeiro de Agosto     | 30 | 17 | 7  | 6  | 42 | 21 | +21 | 58  |
| Qualificata alla CAF Confederation Cup - Vincitrice Coppa d'Angola 2012 | 3.  | Petro Atlético         | 30 | 14 | 12 | 4  | 34 | 17 | +17 | 54  |
|                                                                         | 4.  | Kabuscorp              | 30 | 14 | 9  | 7  | 43 | 32 | +11 | 51  |
|                                                                         | 5.  | Interclube             | 30 | 13 | 10 | 7  | 36 | 23 | +13 | 49  |
|                                                                         | 6.  | Aviação                | 30 | 10 | 11 | 9  | 24 | 22 | +2  | 41  |
|                                                                         | 7.  | Progresso              | 30 | 9  | 13 | 8  | 30 | 26 | +4  | 40  |
|                                                                         | 8.  | Onze Bravos            | 30 | 11 | 7  | 12 | 41 | 41 | +0  | 40  |
|                                                                         | 9.  | Atlético do Namibe     | 30 | 10 | 7  | 13 | 37 | 48 | -11 | 37  |
|                                                                         | 10. | Recreativo da Caála    | 30 | 9  | 8  | 13 | 26 | 31 | -5  | 35  |
|                                                                         | 11. | Sagrada Esperança      | 30 | 8  | 10 | 12 | 29 | 32 | -3  | 34  |
|                                                                         | 12. | Santos                 | 30 | 9  | 7  | 14 | 41 | 46 | -5  | 34  |
|                                                                         | 13. | Benfica Luanda         | 30 | 7  | 13 | 10 | 32 | 37 | -5  | 34  |
| Retrocessa in Girangola (Seconda divisione)                             | 14. | Académica Soyo         | 30 | 9  | 5  | 16 | 31 | 46 | -15 | 32  |
| Retrocessa in Girangola (Seconda divisione)                             | 15. | Sporting Cabinda       | 30 | 5  | 7  | 18 | 28 | 61 | -33 | 22  |
| Retrocessa in Girangola (Seconda divisione)                             | 16. | Nacional Benguela      | 30 | 4  | 8  | 18 | 24 | 52 | -28 | 20  |

## Verdetti
- Recreativo do Libolo

Campione d'Angola 2012 - Qualificata alla CAF Champions League 2013.
- Petro Atlético

Vincente Coppa d'Angola 2012 - Qualificata alla CAF Confederation Cup 2013.
- Académica Soyo,  Sporting Cabinda,  Nacional Benguela

Retrocesse in Girangola (Seconda divisione nazionale).

## Classifica marcatori
| Gol |  |  | Giocatore          | Squadra              |
| --- |  |  | ------------------ | -------------------- |
| 14  |  |  | Yano               | Progresso            |
| 12  |  |  | Mingo Bile         | Primeiro de Agosto   |
| 11  |  |  | Rivaldo            | Kabuscorp            |
| 11  |  |  | Álvaro             | Atlético do Namibe   |
| 10  |  |  | Daniel Mpele Mpele | Kabuscorp            |
| 10  |  |  | Kêmbua             | Petro Atlético       |
| 10  |  |  | Pedro              | Benfica Luanda       |
| 9   |  |  | Rasca              | Recreativo do Libolo |